# Анго, Жан-Робер
Жан-Робер Анго (фр. Jean-Robert Ango; ок. 1710, Рим — 1773, Рим) — французский рисовальщик и гравёр.

## Жизнь и творчество
О ранних годах и обучении художника ничего не известно. С 1759 по 1772 год он жил и работал в Риме. Последнее упоминание о нём датируется 16 января 1773 г..
Сохранившееся творчество Анго полностью состоит из рисунков и гравюр. Известно о четырёх картинах, но они позднее были утеряны.
Анго обычно подписывал свои рисунки «Г. Роберти» (H. Roberti: Ганнибал Роберти, Ганнибал — его прозвание). Поэтому его рисунки часто отождествляли с рисунками Юбера Робера, многие из которых подписаны также «Роберти». За последние десять лет коллекции различных музеев подвергались многократным реатрибуциям, но многие из рисунков Юбера Робера, особенно в собрании Лувра, остаются спорными.
18 марта 1761 года Анго и Жан-Оноре Фрагонар получили разрешение рисовать с произведений искусства в галерее Каподимонте в Неаполе. Многие из рисунков Анго являются копиями скульптур и картин итальянских и французских живописцев. Анго зарисовывал картины в коллекции Байи де Бретейля в Риме, который с 1758 по 1780 год был послом Мальтийского ордена при Святом Престоле.
Однако более известен Жан-Робер Анго сотрудничеством с Юбером Робером и Жаном-Клодом Ришаром де Сен-Ноном, для которого он создал двадцать семь офортов c акватинтой издания «Живописное путешествие, или описание королевств Неаполя и Сицилии» (Voyage pittoresque, ou description des royaumes de Naples et de Sicile, 1781—1786).
В свои последние годы Анго зависел от продажи рисунков как от единственного источника дохода. Он был вынужден жить на благотворительность и попрошайничать на улицах. Его жизнь была отягчена инсультом и приступами апоплексии, которые оставили Анго полупарализованным (термин апоплексия когда-то относился к тому, что сегодня называется инсультом)).

## Галерея

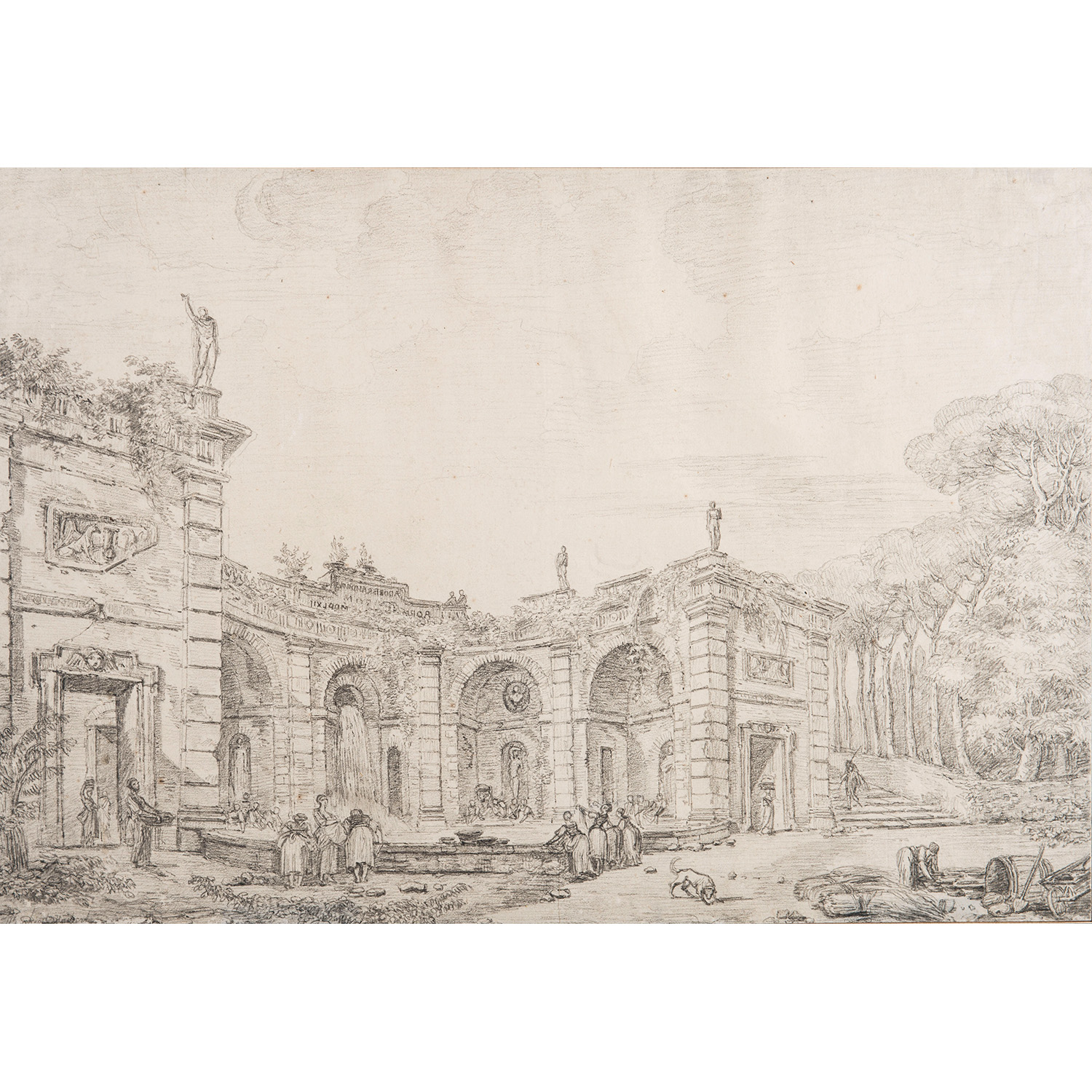
Водный театр виллы Альдобрандини. Копия либо подготовительный рисунок для картины Юбера Робера
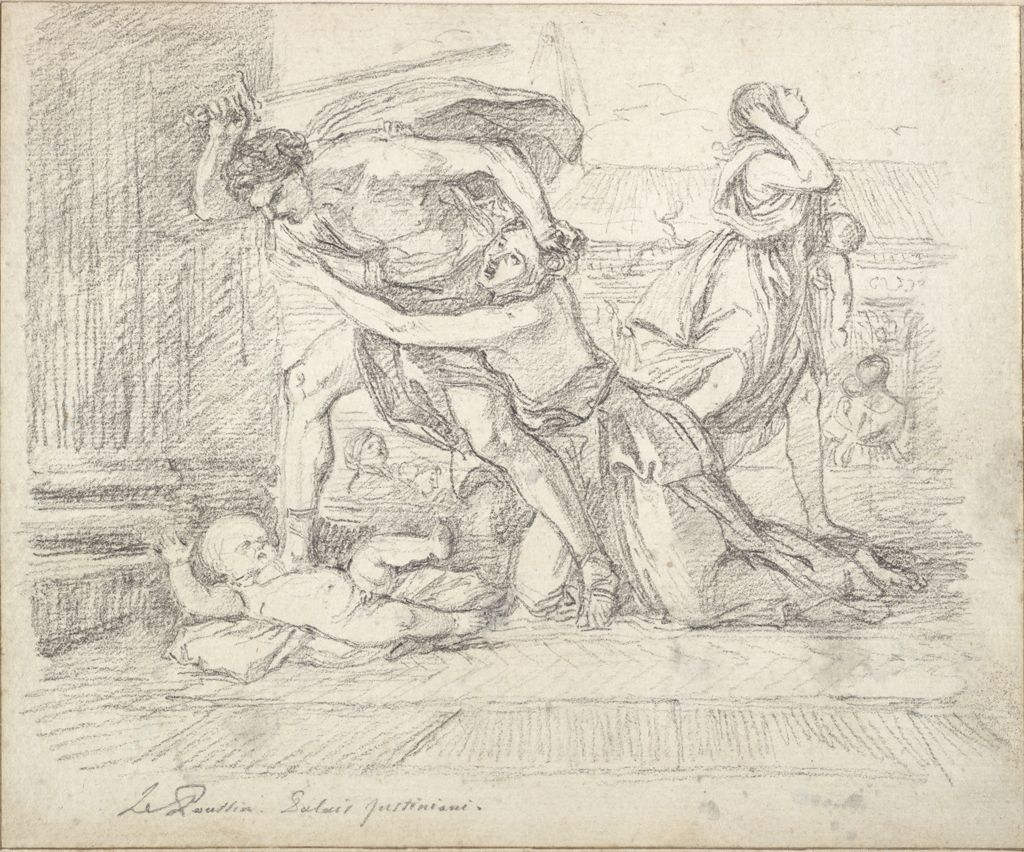
Избиение младенцев. 1759-1760 (по оригиналу Н. Пуссена). Бумага, итальянский карандаш. Художественный музей Фогга, Гарвардский университет, США
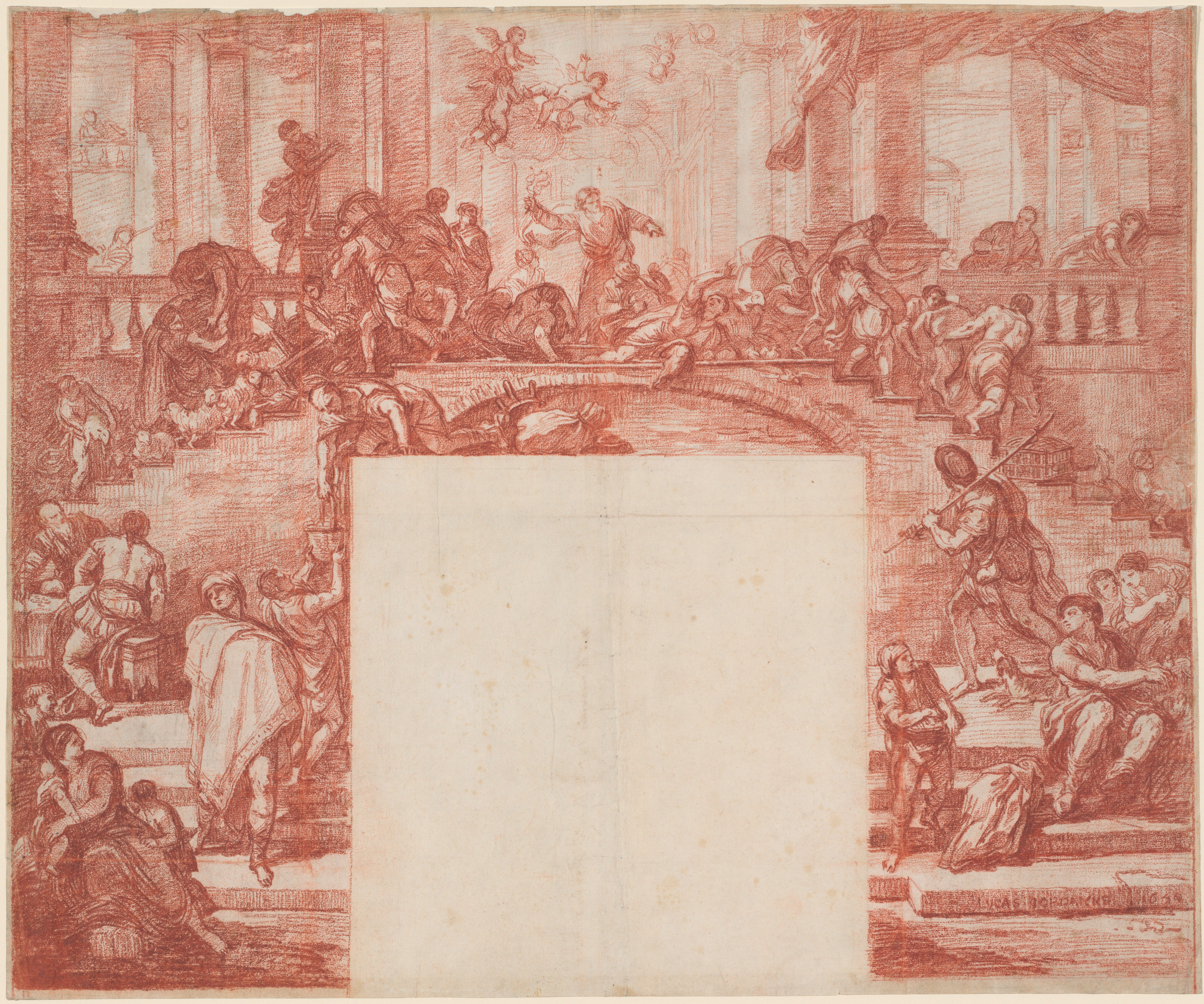
Христос, изгоняющий торгующих из храма (по оригиналу Л. Джордано). 1760-е. Бумага, сангина. Национальная галерея искусства, Вашингтон
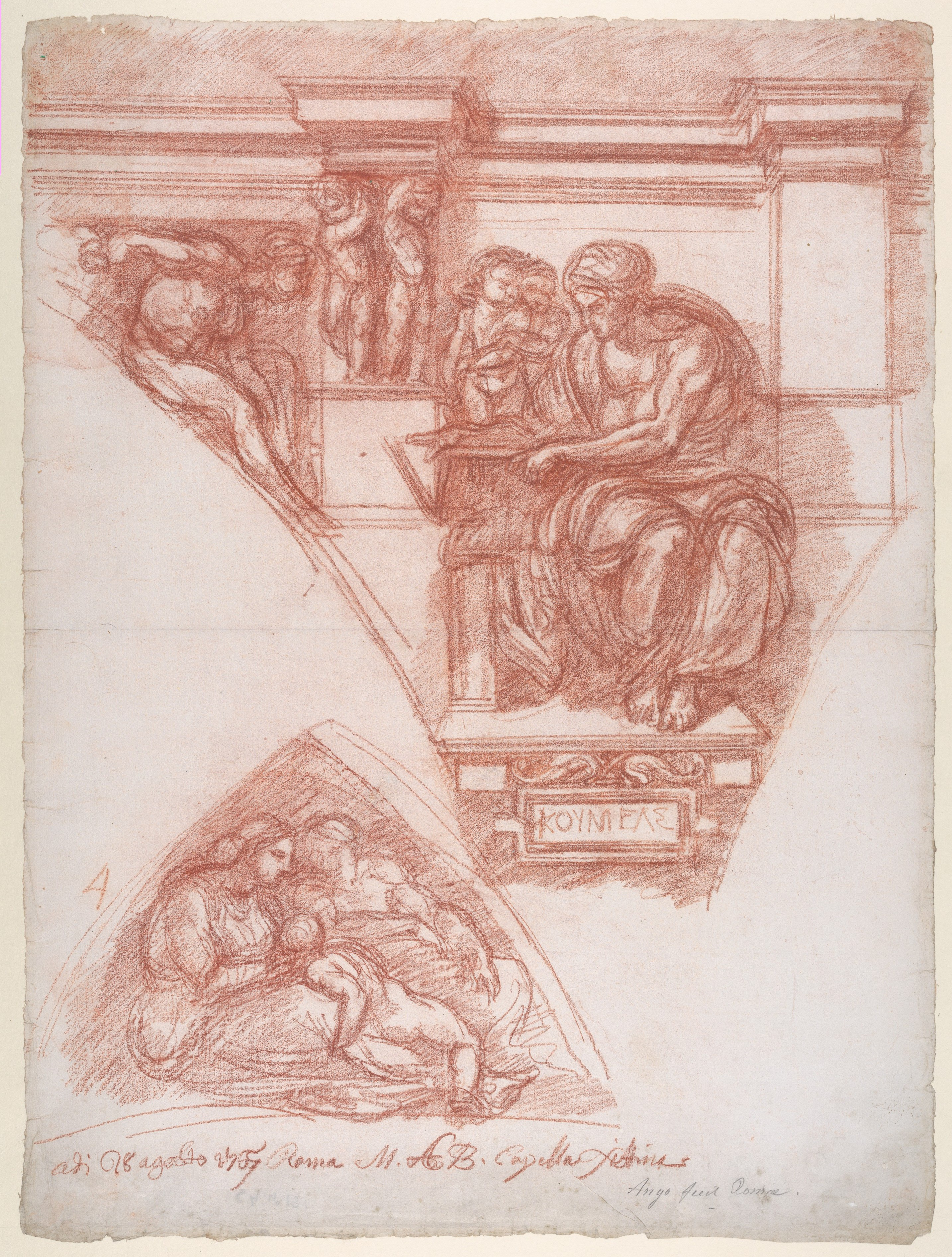
Кумская сивилла (с росписи Сикстинского плафона Микеланджело). 1767. Бумага, сангина. Метрополитен-музей, Нью-Йорк
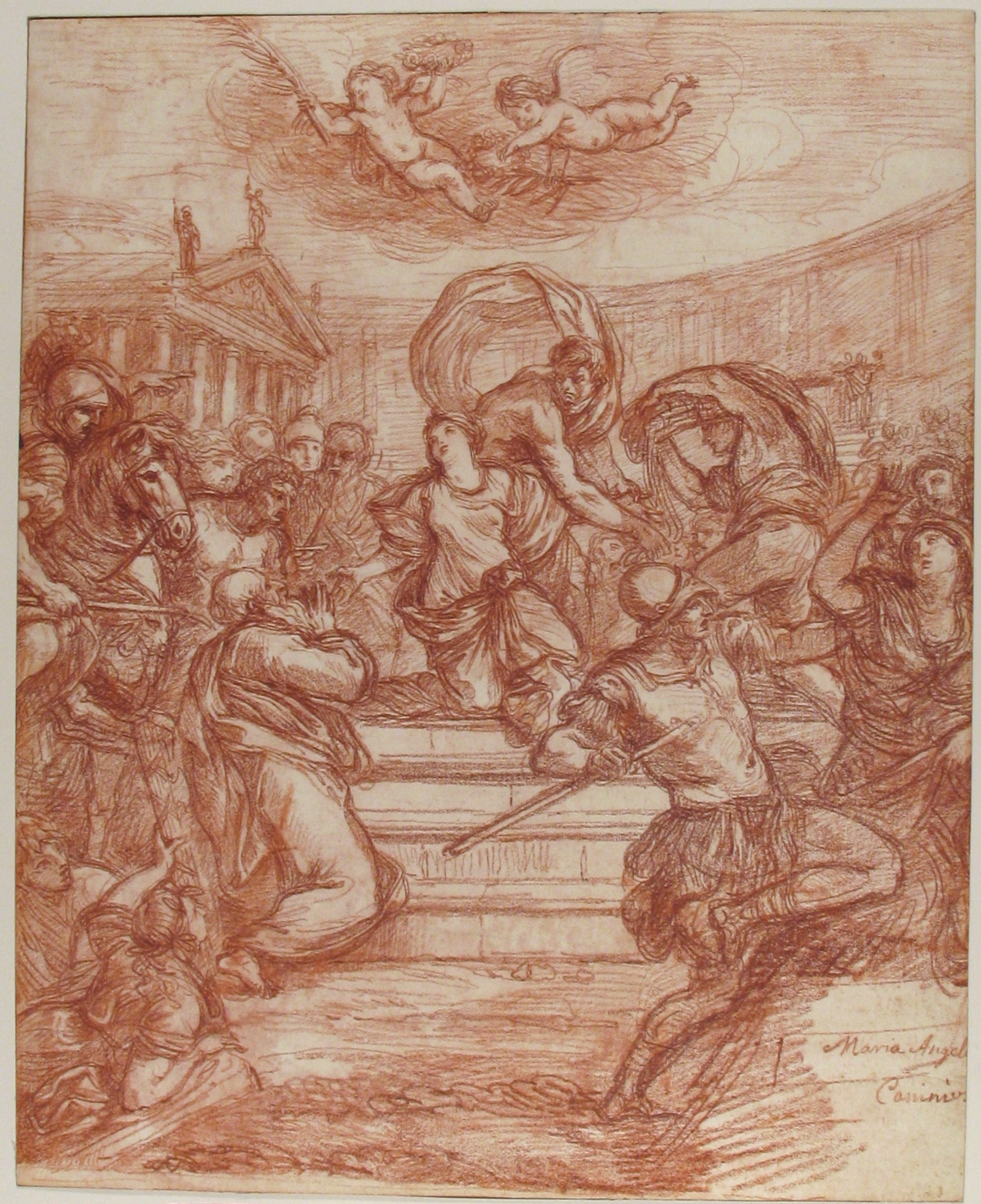
Сцена мученичества (? По Дж. А. Канини). 1760-е. Бумага, сангина. Метрополитен-музей, Нью-Йорк